# Шеховцев Віктор Федорович
Ві́ктор Фе́дорович Шехо́вцев (нар. 23 квітня 1940, Москва, СРСР — пом. 1 лютого 2015, Миколаїв, Україна) — радянський футболіст, що грав на позиції захисника та півзахисника. Майстер спорту СРСР. Найбільше відомий завдяки виступам у складі миколаївського «Суднобудівника».

## Життєпис
Віктор Шеховцев народився в Москві. В дитинстві грав у футбол та хокей з шайбою в спортивному товаристві «Локомотив». У 1956 році отримав запрошення до мосбаського «Шахтаря», що виступав у класі «Б». Згодом грав у іншому «Шахтарі» — аматорському клубі з Воркути. Запрошувався до молодіжної збірної РРФСР. У 1961 році приєднався до складу новомосковського «Хіміка», а вже наступного року спробував свої сили у найвищому дивізіоні радянського футболу, захищаючи кольори «Крил Рад», однак закріпитися в основі так і не зміг, тож перейшов до лав харківського «Авангарда». Втім, перший вояж Шеховцева до України теж вийшов не надто вдалим і сезон 1965 року він провів у вже добре знайомому йому «Хіміку» з Новомосковська.
У 1966 році Абрам Лерман запросив Шеховцова до лав миколаївського «Суднобудівника». В той час кольори миколаївців захищав воротар Леонід Колтун, з яким Шеховцов був знайомий за виступами у Харкові, що неабияк вплинуло на адаптацію у новому клубі. У складі «Суднобудівника» Віктор Шеховцов дебютував у першому ж матчі сезону 1966 року проти київського СКА, а вже у наступному турі вразив ворота «Волги» з Горького. В інтересах команди цей універсальний футболіст міг зіграти на будь-якій позиції у захисті та півзахисті.
Чи не найпам'ятнішим сезоном для Віктора Шеховцева та всього миколаївського футболу загалом став 1969 рік, у якому «Суднобудівнику» вдалося створити майже неможливе і дійти до півфіналу Кубка СРСР, здолавши на своєму шляху московське та кутаїське «Торпедо», казанський «Рубін» та інші клуби. Сезоном раніше миколаївський клуб виграв зональні змагання ІІ групи класу «А» та боровся за вихід до вищої ліги (І група класу «А»), однак невдало.
Після закінчення ігрової кар'єри близько року працював інструктором зі спорту на трансформаторному заводі та виступав за заводську команду на змаганнях серед колективів фізкультури. Згодом близько 20 років працював тренером у ДЮСШ № 3, де в тандемі зі Станіславом Байдою підготовував багатьох вправних футболістів, серед яких можна виокремити Валерія Високоса та Володимира Пономаренка. У 1996–1997 роках працював помічником Євгена Кучеревського у ФК «Миколаїв».
Пішов з життя 1 лютого 2015 року у Миколаєві.

## Досягнення
Командні здобутки
- Переможець 2 підгрупи II групи класу «А» чемпіонату СРСР (1): 1968
- Срібний призер 1 зони другої ліги чемпіонату СРСР (1): 1971
- Бронзовий призер 1 зони другої ліги чемпіонату СРСР (1): 1973

Індивідуальні досягнення
- Майстер спорту СРСР